# Матулевський Костянтин Миколайович
Матулевський Костянтин Миколайович (1986) — член комітету таолу Міжнародної федерації кунгфу (IKFF), голова Комітету з антидопінгового та медичного контролю Європейської федерації кунгфу (EKF) та Федерації кунгфу України, віце-президент Федерації куошу України, Заслужений майстер спорту України, суддя Міжнародної категорії, багаторазовий чемпіон світу та Європи з традиційного ушу та з кунгфу, 5 дан кунгфу (EKF), 3 дан куошу (ICKF) та 4 дан ушу (CWA).

## Життєпис
Народився у 1986 році у Києві. У 2009 році закінчив Медичний інститут української асоціації народної медицини. Має спеціалізації лікаря зі спорту та лікаря-рефлексотерапевта. Практикуючий лікар. У 2014 році закінчив Національний педагогічний університет імені М. П. Драгоманова.
Розпочав заняття під керівництвом Людмили Солодиліної та Миколи Матулевського з 1990 року у Центрі «Форма» (м. Київ).
З 2002 по 2007 роки був штатним спортсменом-інструктором збірної команди України з ушу Мінсім'ямолодьспорт України.
Багаторазовий чемпіон України з ушу серед молоді.

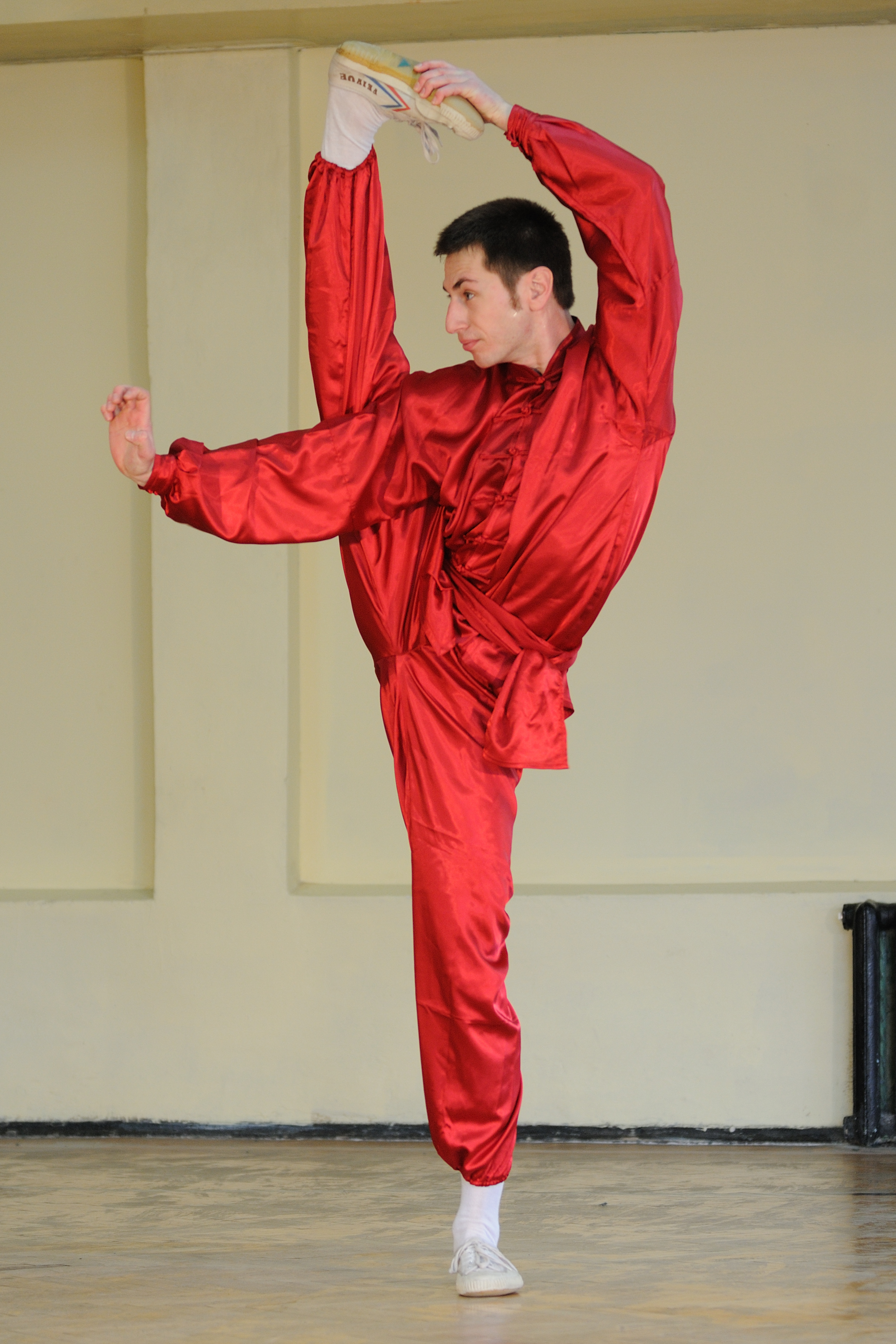

У 2000—2010 роках Матулевський К. М. неодноразово виборював звання володаря Кубку Світу з традиційних ушу/гунфу.
У 2001 році став срібним призером чемпіонату Світу з ушу.
У 2003 році став багаторазовим чемпіоном Європи з ушу серед молоді.
У 2004 та 2006 роках став багаторазовим чемпіоном світу з традиційних ушу.
У 2007 році виборов звання чемпіону з ушу на 1-х Європейських Іграх.
У 2009 та 2011 роках став багаторазовим чемпіоном світу з кунгфу.
У 2012 році став чотириразовим чемпіоном Європи з куошу.
У 2013 році став чемпіоном та призером світу з куошу.
У 2012 році Матулевському К. М. було присвоєно звання «Заслужений майстер спорту України».

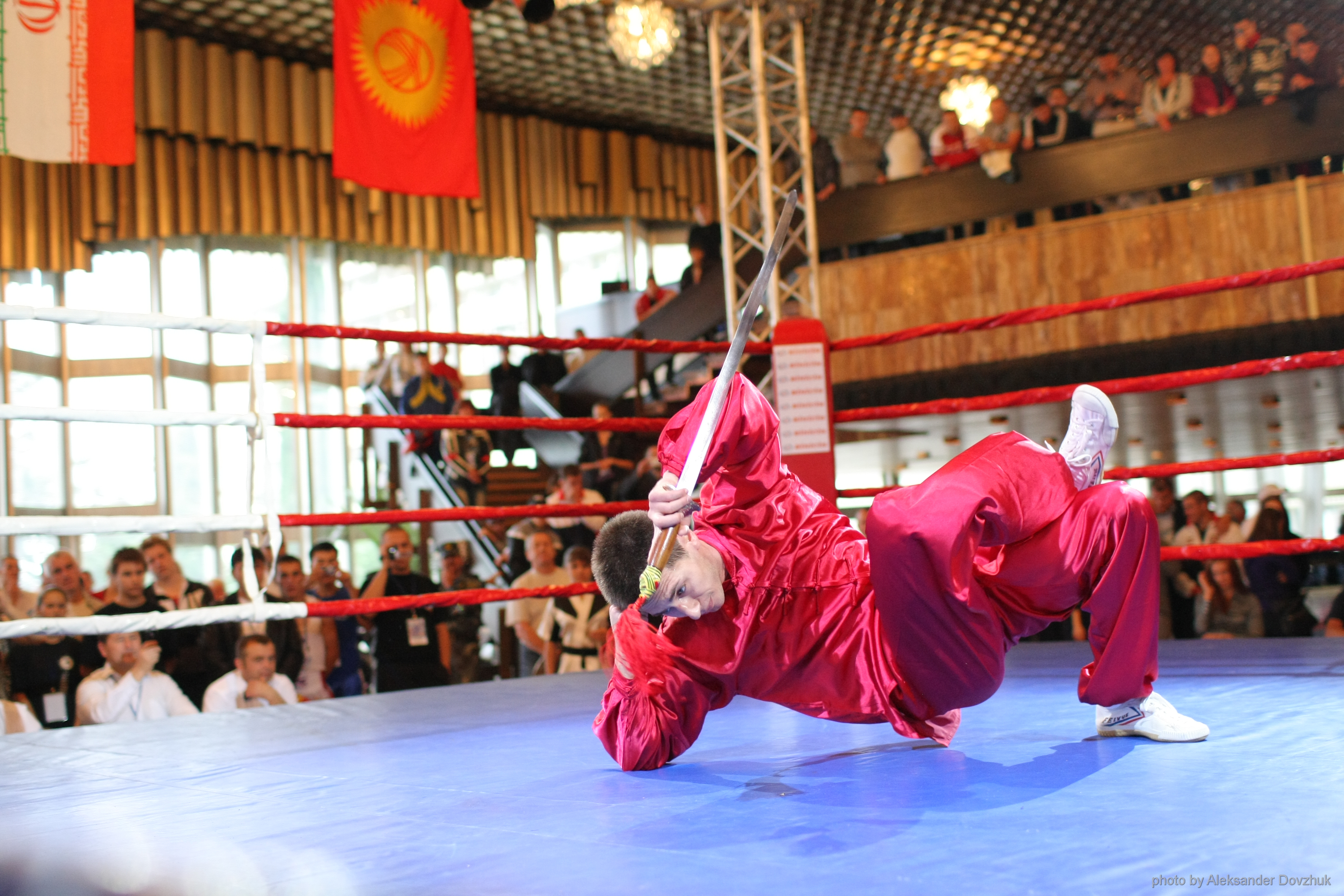

У 2012, 2013, 2014 та 2015 роках на чемпіонатах Світу з кунгфу в Пекіні (КНР) став багаторазовим чемпіоном світу з кунгфу. У 2015 році удостоєний звання «Кращий спортсмен IKFF».
У 2014 та 2016 роках на чемпіонатах та кубках світу з тайцзицюань — WTCCF, у Тайбеї (Тайвань) став багаторазовим чемпіоном та призером  світу з тайцзицюань, тайцзицзєнь та туйшоу.
У 2016 та 2018 роках став багаторазовим чемпіоном Європи з кунгфу.
Тренер-викладач з кунгфу ДЮСШ «Сузір'я». Тренер вищої категорії.

## Автор наукових праць
- Автор наукових статей з питань медичного контролю та практики Ціґун.